# Calochortus albus
Calochortus albus es una especie de planta medicinal perteneciente a la familia de las liliáceas. Es originaria de California hasta el norte de México.

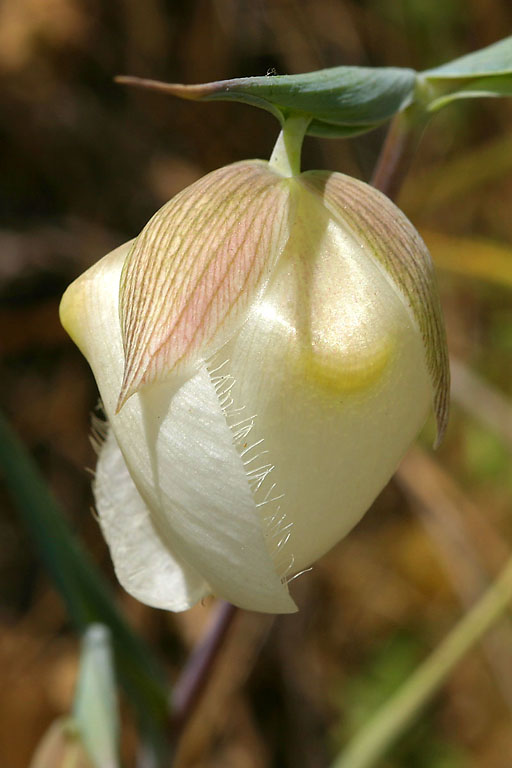
Detalle de la flor

## Descripción
Es una planta herbácea que alcanza los  20-80 cm de altura, con tallo ramificado. Las hojas son basales de 30-70 cm de longitud, persistentes. La inflorescencia presenta de dos a muchas flores con los pétalos de 20 a 25 mm, de color blanco y rosa. El número de cromosomas es x = 10.

## Propiedades
Se la utiliza en la denominada «terapia floral californiana».

## Taxonomía
Calochortus albus fue descrita por Dougl. ex Benth.  y publicado en Botanist 2: no. 98. 1838.
Etimología
Calochortus: nombre genérico que proviene del idioma griego y significa "pasto bello", nombre que hace referencia al parecido de las hojas y tallos de estas plantas con los de una gramínea o pasto y, al mismo tiempo, pone de manifiesto el gran atractivo de las flores.
albus: epíteto latino que significa "blanca".
Sinonimia
- Cyclobothra alba Benth., Trans. Hort. Soc. London, II, 1: 413 (1834 publ. 1835).
- Cyclobothra paniculata Lindl., Edwards's Bot. Reg. 20: t. 1662 (1835).
- Calochortus englerianus Engl., Notizbl. Königl. Bot. Gart. Berlin 2: 318 (1899).
- Calochortus lanternus Davidson, Bull. S. Calif. Acad. Sci. 23: 126 (1924).[4]